# Ортит
Орти́т (др.-греч. ὀρθός — прямой, правильный) — редкий минерал островного строения группы эпидота класса силикатов. Был открыт в 1810 году шотландским минералогом Томасом Алланом (1777—1833).
Название получил в 1818 году из-за призматической формы кристаллов. Имеет много синонимов: алланит (в честь первооткрывателя), багратионит, боденит, муромонтит, тавтотит, церин, церепидот.

## Свойства
Содержит значительное количество редких элементов: Сe,La, Dy, Er, V. Химическая формула — (Ca, Ce, La, Y)2(Al, Fe)3(SiO4)3(OH). Процентный состав (в уральских пегматитах): CaO — 10,43; Ce2O3 — 10,13; MnO — 2,25; FeO — 8,14; Fe2O3 — 6,29; MgO — 0,13; Al2O3 — 16,25; SiO2 — 30,81; H2O — 2,79. Цвет бурый до чёрного. Блеск с поверхности часто металловидный или жирный, а в изломе стеклянный. Излом раковистый. Плотность 3,3—3,8. Твёрдость 5,5—6. Радиоактивен. Сильный плеохроизм (красно-коричневый — коричнево-золотистый — зелёно-коричневый). Люминесценция отсутствует.
Кристаллы толстотаблитчатые. Встречается главным образом в кристаллических силикатовых породах: гранитах, гнейсах, сиенитах, кристаллических сланцах, обычно в виде зёрен.

## Разновидности
- ортит бериллиевый (содержит до 6 % ВеО);
- ортит-эпидот (промежуточный по составу между ортитом и эпидотом);
- ортит иттриевый (содержит до 8 % Y2O3);
- ортит магниевый (содержит до 15 % MgO);
- ортит марганцевый (содержит до 5,37 % MnO);
- ортит скандиевый (содержит до 1 % Sc2O3);
- ортит тористый (содержит до 5,6 % ThO2);
- ортит церистый (содержит до 20 % Сe2О3).

## Применение
Является рудой редкоземельных металлов и тория. Ценится коллекционерами. Из-за тёмного цвета в ювелирном деле используется редко.

## Месторождения
Места обнаружения: Норвегия, Швеция, Финляндия, Урал (называется уральским ортитом), Украина (Приазовье), США (Калифорния, Виргиния), Канада, Мадагаскар.